# Jane Ajilo
Jane Ajilo (née le 26 septembre 1966) est une athlète ougandaise.

## Biographie
Jane Ajilo est médaillée d'or du relais 4 × 400 mètres aux championnats d'Afrique 1988 à Annaba.
Sur le plan national, elle est sacrée championne d'Ouganda du 400 mètres en 1990.